# Power Mac G4
Power Mac G4 – linia komputerów osobistych produkowanych przez firmę Apple. Zastosowano w nich procesory serii PowerPC G4 (PPC74xx).
Pierwsze modele z procesorami taktowanymi zegarem o częstotliwości 400, 450 i 500 MHz weszły do sprzedaży 31 sierpnia 1999. Seria Power Mac G4 została wycofana z produkcji 9 czerwca 2004 roku, a ostatni model miał dwa procesory PowerPC 7455 taktowane zegarem 1,42 GHz.